# Nyssodrysternum rubiginosum
Nyssodrysternum rubiginosum es una especie de escarabajo longicornio del género Nyssodrysternum, tribu Acanthocinini, subfamilia Lamiinae. Fue descrita científicamente por Monné en 1975.

## Descripción
Mide 7,8-10 milímetros de longitud.

## Distribución
Se distribuye por Bolivia, Brasil, Paraguay, Perú y Venezuela.